# Cry Wolf
«Cry Wolf» es el segundo sencillo del álbum Scoundrel Days (1986), segundo álbum de a-ha. Es la Sexta canción del álbum.

## Video
- Dirección: Steve Barron.
- Video filmado en Couches, Burgundy en Francia que se inspira en el cuento de Pedro y el Lobo de Serguéi Prokófiev. Las letras de la canción estarían también inspiradas más por Lauren Savoy.
- Disponible en Headlines and Deadlines.

## Información de los sencillos

### Sencillo en vinilo de 7"
- Sencillo de Argentina de 7"

Presenta a Cry Wolf (4:05) y una canción de Peter Cetera, no hay muchos datos.
- Sencillo de Australia de 7"

Presenta a Cry Wolf (4:05) y a Maybe Maybe (2:34).
- Sencillo de Canadá de 7"

Presenta a Cry Wolf (4:05) y a Maybe Maybe (2:34).
- Promoción en Canadá de 7"

Presenta a Cry Wolf (4:05) y a Maybe Maybe (2:34).
- Sencillo de Francia de 7"

Presenta a Cry Wolf (4:05) y a Maybe Maybe (2:34).
- Sencillo de Alemania de 7"

Presenta a Cry Wolf (4:05) y a Maybe Maybe (2:34).
- Jukebox de Alemania de 7"

Presenta a Cry Wolf (4:05) y a Maybe Maybe (2:34).
- Sencillo de Italia de 7"

Presenta a Cry Wolf (4:05) y a Maybe Maybe (2:34).
- Jukebox de Italia de 7"

Presenta a Cry Wolf (4:05) y a "Each Time You Break My Heart" de 
Nick Kamen.
- Sencillo de Japón de 7"

Presenta a Cry Wolf (4:05) y a Maybe Maybe (2:34).
- Promoción en Japón de 7" (No se sabe si es exactamente en Japón)

Presenta a Cry Wolf (4:05) y a "You Can Do Magic" de América.
- Promoción en México de 7"

Presenta a Cry Wolf (4:05) 2 veces en el mismo lado.
- Sencillo de Perú de 7"

Presenta a Cry Wolf (4:05) con el nombre "Aulla Lobo" y a Maybe Maybe (2:34) con el nombre de "Puede Ser, Puede Ser".
- Sencillo de Portugal de 7"

Presenta a Cry Wolf (4:05) y a Maybe Maybe (2:34).
- Sencillo de España de 7"

Presenta a Cry Wolf (4:05) y a Maybe Maybe (2:34).
- Promoción en España de 7"

Presenta a Cry Wolf (4:05) y a Maybe Maybe (2:34).
- Sencillo de UK de 7"

Presenta a Cry Wolf (4:05) y a Maybe Maybe (2:34).
- Sencillo de UK de 7" (Edición limitada Fold-Out)

Presenta a Cry Wolf (4:05) y a Maybe Maybe (2:34).
- Sencillo de Estados Unidos de 7"

Presenta a Cry Wolf (4:05) y a Maybe Maybe (2:34).
- Promoción en Estados Unidos de 7"

Presenta a Cry Wolf (4:05) 2 veces en el mismo lado.

### Sencillo en vinilo de 12"
- Sencillo de Australia de 12"

Presenta a Cry Wolf (Versión Extendida) (8:11), Cry Wolf (4:05) y a Maybe Maybe (2:34).
- Promoción en Brasil de 12"

Presenta a Cry Wolf (4:05) y no se sabe que más presenta.
- Sencillo de Canadá de 12"

Presenta a Cry Wolf (Versión Extendida) (8:11), Cry Wolf (4:05) y a Maybe Maybe (2:34).
- Sencillo de Alemania de 12"

Presenta a Cry Wolf (Versión Extendida) (8:11), Cry Wolf (4:05) y a Maybe Maybe (2:34).
- Sencillo de Las Filipinas 12"

Presenta a Cry Wolf (4:05) y a Maybe Maybe (2:34).
- Sencillo de España de 12"

Presenta a Cry Wolf (Versión Extendida) (8:11), Cry Wolf (4:05) y a Maybe Maybe (2:34).
- Sencillo de UK de 12"

Presenta a Cry Wolf (Versión Extendida) (8:11), Cry Wolf (4:05) y a Maybe Maybe (2:34).
- Sencillo de UK de 12" (con Imagen en el Disco)

Presenta a Cry Wolf (Versión Extendida) (8:11), Cry Wolf (4:05) y a Maybe Maybe (2:34).
- Sencillo de Estados Unidos de 12"

Presenta a Cry Wolf (Versión Extendida) (8:11), Cry Wolf (4:05) y a Maybe Maybe (2:34).
- Promoción en Estados Unidos de 12"

Presenta a Cry Wolf (4:05) 2 veces en el mismo lado.
- Sencillo de Estados Unidos de 12" (2 Vinilos "Razormaid" de 12")

Presenta a Cry Wolf (Razormaid) (6:05) y 7 canciones de otros artistas.
- Sencillo de Estados Unidos de 12" (Vinilo Naranjo "Razormaid" de 12")

Presenta a Cry Wolf (Razormaid) (6:05) y 3 canciones de otros artistas.
- Datos: Q5190419